# فهرست کشورها بر پایه صادرات موتور
در زیر فهرستی از کشورها برای صادرات موتور درون‌سوز قرار دارد. داده‌ها مربوط به سال 2018، بر پایه میلیارد دلار آمریکا، بنابر گزارش رصدخانه پیچیدگی اقتصادی است. اکنون، ده کشور برتر فهرست شده‌اند: 
| #  | کشور                | ارزش |
| -- | ------------------- | ---- |
| 1  | ایالات متحده آمریکا | 7.70 |
| 2  | آلمان               | 7.20 |
| 3  | ژاپن                | 4.80 |
| 4  | بریتانیا            | 4.45 |
| 5  | فرانسه              | 3.15 |
| 6  | ایتالیا             | 2.82 |
| 7  | سوئد                | 2.62 |
| 8  | اتریش               | 2.24 |
| 9  | مجارستان            | 2.21 |
| 10 | لهستان              | 1.90 |